# Moss (Norvège)
Pour les articles homonymes, voir Moss.
Moss est une kommune de Norvège. Elle est située dans le comté d'Østfold.

## Description
La ville est située sur le côté est de l'Oslofjord, à environ 60 km au sud d'Oslo. Le centre-ville de Moss est situé sur le continent, près du canal qui relie le détroit de  Mossesundet à la baie de Værlebukta. Moss est une ville industrielle traditionnelle et un centre commercial régional. La ville abrite l'hôpital Østfold Moss et plusieurs lycées. Une partie de sa population habite l'île de Jeløya. La ville abrite le club de football Moss FK, champion de Norvège en 1987. Elle est desservie par l'aéroport de Moss-Rygge.
Les localités de la commune :
- Rygge et ses localités proches, a fusionné avec la municipalité de Moss en janvier 2020 ;
- Larkollen ;
- Île de Jeløya ;
- etc.

## Îles appartenant à la commune
- Bevøya
- BileHolmen
- Dillingøya (Lac Vansjø)
- Eldøya
- Gullholmen
- Jeløya
- Kulpeholmen

## Transport
Moss est sur la ligne d'Østfold reliant Oslo à Halden et à la Suède. Le trajet jusqu'à Oslo dure environ 45 minutes. Par la route, l'itinéraire le plus rapide vers la capitale norvégienne passe par la Route européenne 6 qui passe à l'est de la ville. De Moss, un ferry traverse l'Oslofjord jusqu'à Horten dans le comté de Vestfold et Telemark.

## Zones protégées
Jeløya : 
- Réserve naturelle de Rambergbukta ;
- Réserve naturelle de Rødsåsen ;
- Réserve naturelle de Refsnes ;
- Zone de conservation du paysage de Søndre Jeløy.

Autre :
- Réserve naturelle d'Eggholmen ;
- Réserve naturelle d'Ishavet ;

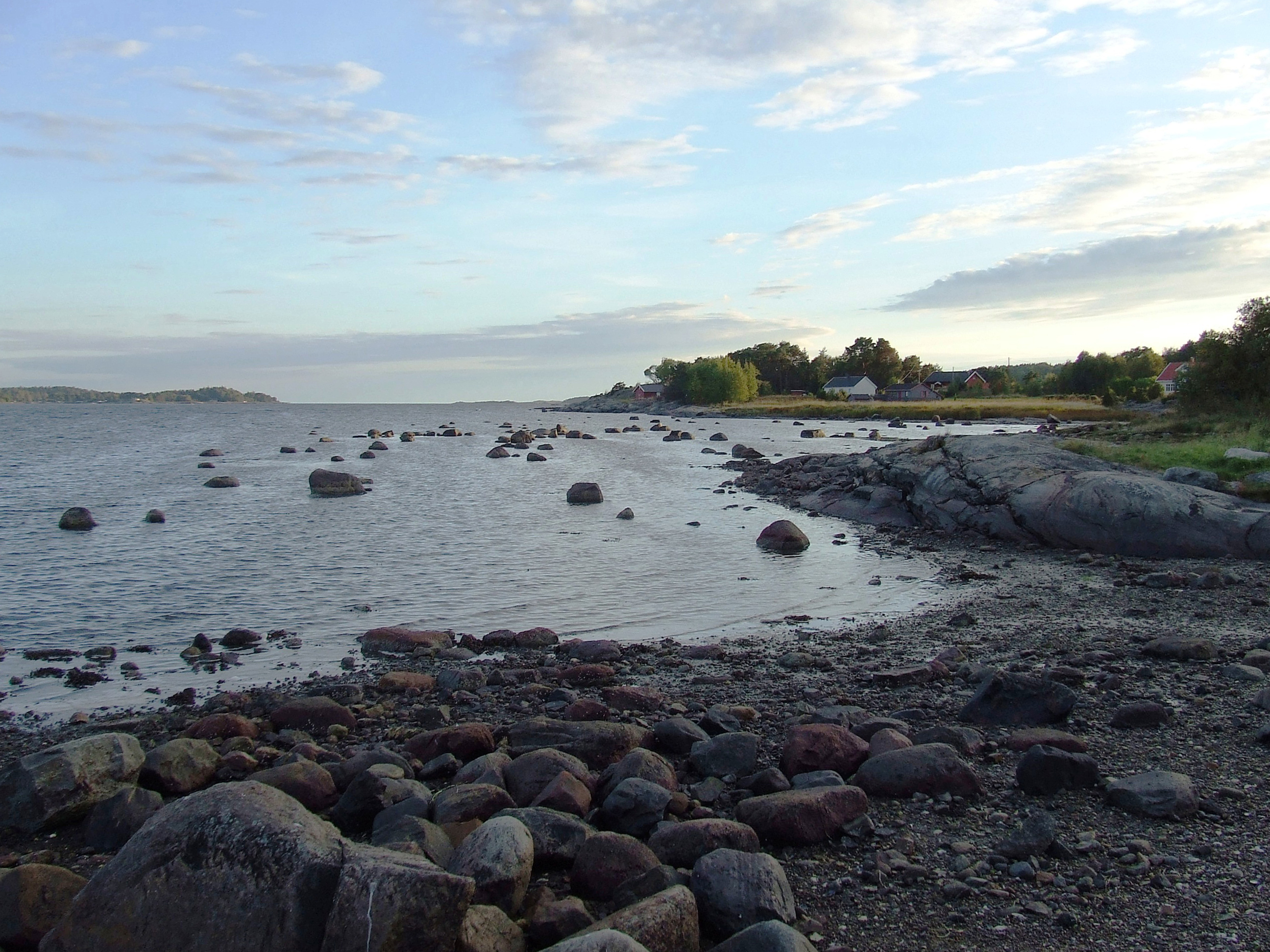
Kurefjorden

- Réserve naturelle de Kurefjorden ;
- Réserve naturelle de Vardåsen ;
- Réserve naturelle de Vestre Vansjø ;
- Zone de conservation du paysage Eldøya-Sletter avec :
  - Réserve naturelle d'Eldøya,
  - Réserve naturelle de Vestre Sletter,
  - Réserve naturelle de Søndre Sletter.

## Jumelages
| Ville | Ville          | Pays | Pays       |
| ----- | -------------- | ---- | ---------- |
|       | Aguacatán      |      | Guatemala  |
|       | Blönduós       |      | Islande    |
|       | Horsens        |      | Danemark   |
|       | Karlstad       |      | Suède      |
|       | Nokia          |      | Finlande   |
|       | Novgorod       |      | Russie     |
|       | Virginia Beach |      | États-Unis |